# Pölshof bei Pöls
Pölshof bei Pöls este o arie protejată (arie specială de conservare — SAC, sit de importanță comunitară — SCI) din Austria întinsă pe o suprafață de 7,86 ha, integral pe uscat.

## Localizare
Centrul sitului Pölshof bei Pöls este situat la coordonatele 47°13′31″N 14°36′18″E / 47.2252°N 14.6051°E.

## Înființare
Situl Pölshof bei Pöls a fost declarat sit de importanță comunitară în iulie 1998 pentru a proteja 1 specie de plante. Situl a fost protejat și ca arie specială de conservare în august 2005.

## Biodiversitate
Situată în ecoregiunea alpină, aria protejată conține 2 habitate naturale: Pajiști uscate seminaturale și facies de acoperire cu tufișuri pe substraturi calcaroase (Festuco-Brometalia) (* situri importante pentru orhidee), Păduri pe pante, grohotișuri și ravene de Tilio-Acerion.
La baza desemnării sitului se află o specie protejată de  plante: Stipa styriaca.
Pe lângă speciile protejate, pe teritoriul sitului au mai fost identificate 6 specii de plante.